# John Campbell, 2. Baronet (of New Brunswick)

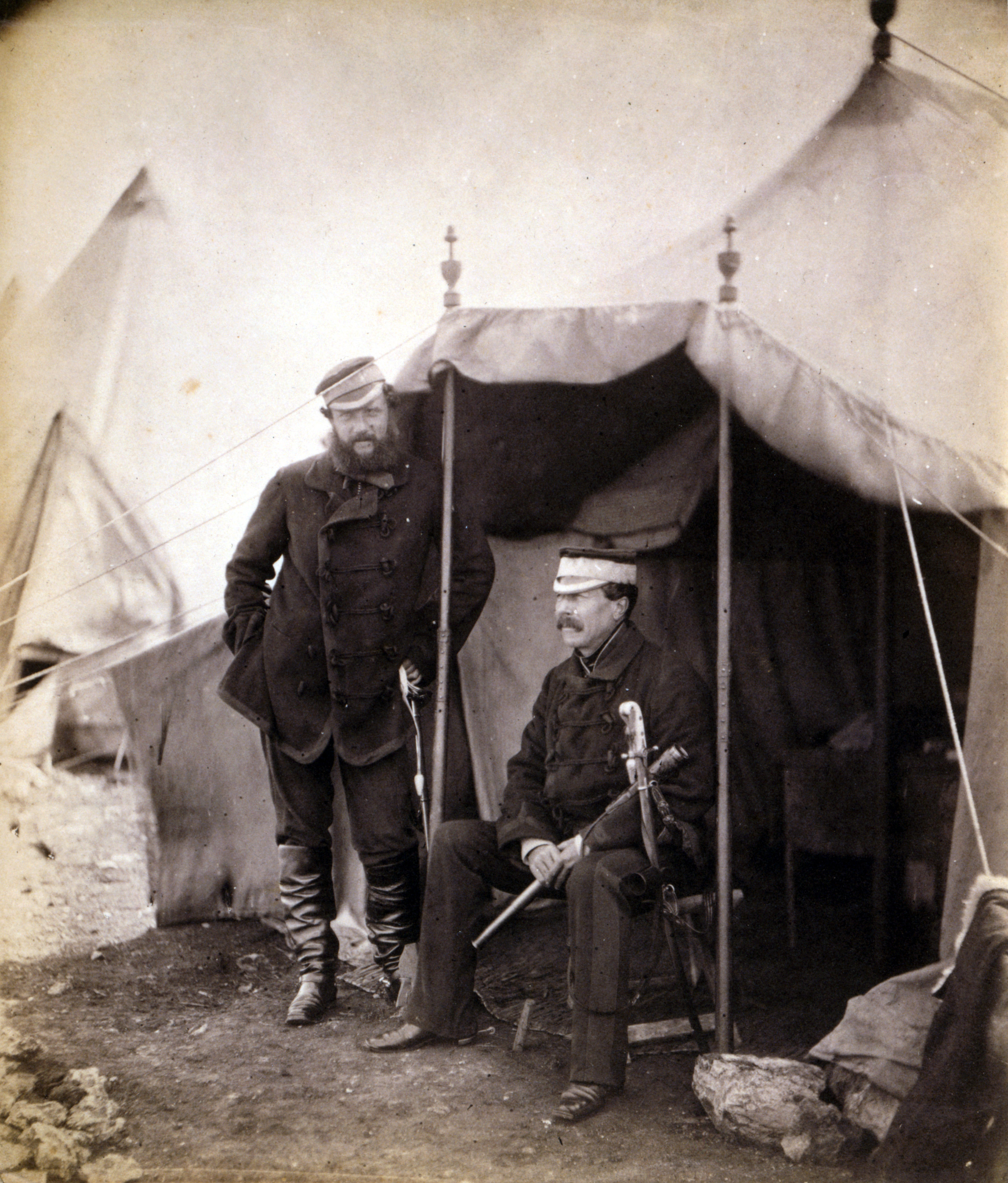
Sir John Campbell, 2. Baronet, (sitzend) mit seinem Adjutanten Captain Gustavus Hume, 1855

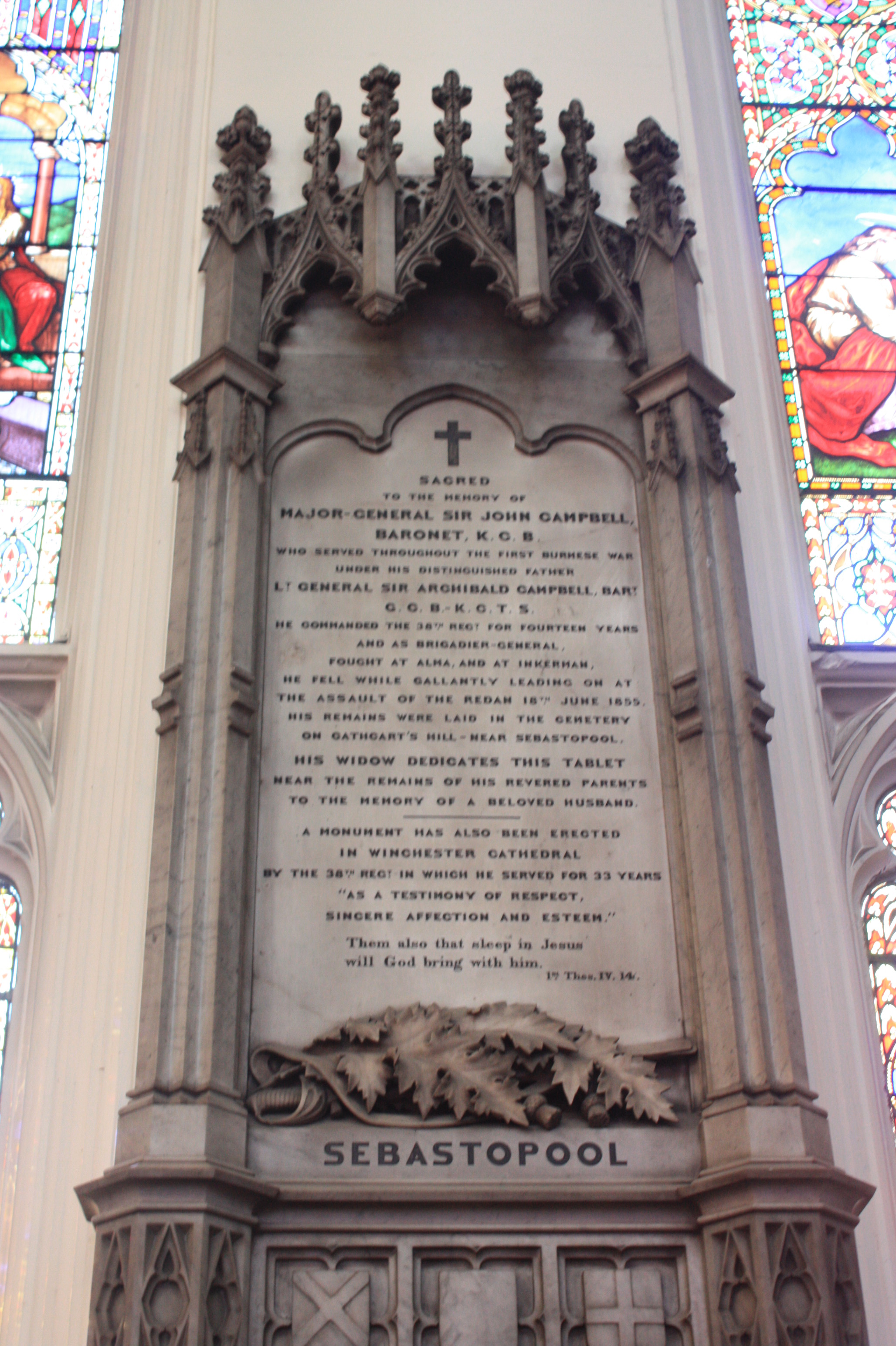
Gedenktafel in der St. John's-Kathedrale von Edinburgh

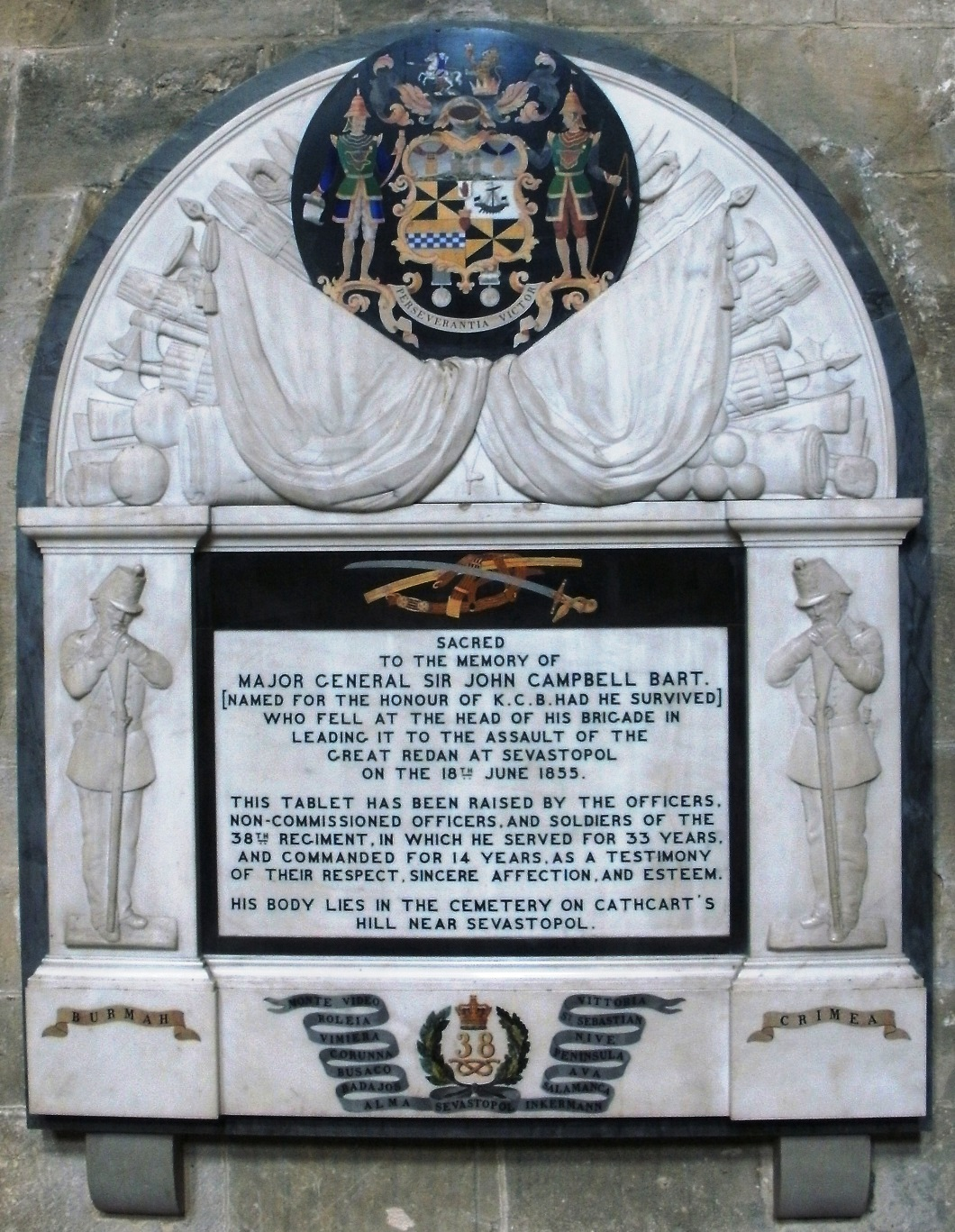
Gedenktafel in der Kathedrale von Winchester

Sir John Campbell, 2. Baronet (* 14. April 1807; † 18. Juni 1855 bei Sewastopol) war ein britischer Generalmajor im Krimkrieg.

## Leben
Er entstammte dem schottischen Clan Campbell (Linie Campbell of Ava) und war der zweitgeborene Sohn des britischen Generals Sir Archibald Campbell, 1. Baronet aus dessen erster Ehe mit Helen MacDonald.
Er trat 1821 als Ensign ins britische Heer ein und diente im Ersten Anglo-Birmanischen Krieg als Aide-de-camp seines Vaters. Für seine dortigen Leistungen wurde er zum Lieutenant befördert, ohne hierzu ein Offizierspatent kaufen zu müssen. 1826 erhielt er das Kommando über eine eigene Kompanie und wurde 1829 aus Birma zurück nach England beordert.
Von 1831 bis 1837 diente er erneut als Aide-de-camp seines Vaters, als dieser Lieutenant-Governor der Kolonie New Brunswick war. 1837 kaufte er ein Offizierspatent als Lieutenant Colonel und führte in der Folgezeit Kommandos im Mittelmeerraum, auf den Westindischen Inseln und in Nova Scotia. Dabei wurde er 1851 zum Brevet-Colonel befördert.
Da sein älterer Bruder Archibald Campbell 1831 unverheiratet und kinderlos in Indien gestorben war, erbte John beim Tod seines Vaters 1843 dessen Adelstitel eines Baronet, of New Brunswick.
Ab März 1854 wurde er im Rang eines Brigadier General einer Brigade der 3. Infanteriedivision im Krimkrieg eingesetzt und nahm an den Schlachten an der Alma und bei Inkerman teil. Im Dezember 1854 wurde er zum Major General befördert und erhielt das kommissarische Kommando über die 4. Infanteriedivision. Als er im Juni 1855 von General Lieutenant Bentinck abgelöst wurde, meldete er sich freiwillig dazu, bei der Belagerung von Sewastopol eine Abteilung der 4. Division zum geplanten Angriff auf die „Great Redan“ genannte Befestigung, südlich des Fort Malakow, zu kommandieren. Am 18. Juni zeigte er „Mut zur Unbesonnenheit“, und nachdem er seine Aide-de-camps, Captain Hume und Captain Snodgrass, weggeschickt hatte, stürmte er seinen Männern voran diese anspornend aus den Schützengräben und wurde sogleich erschossen. Für seine Leistungen im vergangenen Winter hatte Königin Victoria ankündigen lassen, ihn als Knight Commander des Bathordens auszeichnen zu wollen, sein Tod kam der Verleihung jedoch zuvor.
Er wurde auf dem „Cathcart's Hill“ bei Sewastopol begraben. In der St. John's-Kathedrale von Edinburgh und in der Kathedrale von Winchester wurden Gedenktafeln zum Andenken an seinen Militärdienst und Tod errichtet.
Er hatte 1841 Helen Margaret Crowe geheiratet. Sein ältester Sohn Archibald Ava Campbell beerbte ihn als 3. Baronet.